# Karl Mailänder
Karl Mailänder (* 7. März 1883 in Hall; † 11. Juli 1960 in Stuttgart) war ein deutscher Beamter in der freien Wohlfahrtspflege, zuletzt als Regierungsdirektor. In der Zeit des Nationalsozialismus war er „an maßgebender Stelle der öffentlichen Wohlfahrt“ an den Krankenmorden („Aktion T4“) und der systematischen Ermordung von Sinti und Roma beteiligt.

## Biografie
Karl Mailänders Vater war Rektor der örtlichen Höheren Mädchenschule in Hall (seit 1934 Schwäbisch Hall), außerdem Chorleiter und Oratoriensänger.
Mailänder besuchte in Hall das Humanistische Gymnasium und machte 1901 das Abitur. Er studierte Rechts- und Staatswissenschaften an der Universität Tübingen, wo er 1905 die erste und 1907 die zweite Dienstprüfung bestand. Danach arbeitete er als Regierungsassessor in elf verschiedenen Oberämtern. Seit 1912 leitete er als Amtmann bei der Polizeidirektion Stuttgart die „Rückwandererabteilung“. In dieser Stellung galt er während des Ersten Weltkriegs als unabkömmlich. Mehrfach ersuchte er um einen Fronteinsatz, was ihm einen dienstlichen Verweis einbrachte.
Nach dem Ersten Weltkrieg wurde Mailänder 1919 stellvertretender Vorstand im württembergischen Landesamt für Arbeitsvermittlung. Ein Jahr später wurde er als Regierungsrat ins Landesjugendamt beim württembergischen Innenministerium versetzt, 1921 als „Erster Berichterstatter“ zur Zentralleitung für Wohltätigkeit. Im Jahr 1923 wurde Mailänder außerdem Mitglied des Vorsteherrates der Württembergischen Landessparkasse und ab 1925 „Schriftleiter und Herausgeber“ der Blätter der Wohlfahrtspflege.
1927 wurde er zum Oberregierungsrat ernannt.:S. 84
Karl Mailänder war verheiratet und hatte zwei Söhne. Der ältere Sohn fiel im Zweiten Weltkrieg.:S. 94

## Zeit des Nationalsozialismus
Im August 1933 wurde Karl Mailänder zum „Gauwalter für Württemberg“ der Nationalsozialistischen Volkswohlfahrt (NSV) ernannt,:S. 94 der NSDAP trat er allerdings erst Anfang Mai 1937 bei.:S. 91 Ein Hauptarbeitsgebiet Mailänders war die „Wandererfürsorge“. In seiner Eigenschaft als Vorsitzender des „Vereins zur Förderung von Wanderarbeitsstätten in Würtemberg“ forderte er im September 1938 vom württembergischen Innenminister die „Verbringung asozialer Wanderer in ein Arbeits- oder Konzentrationslager in allen geeigneten Fällen“.

„Im Interesse der Volksgesundheit müssen wir […] eine gesunde Härte anwenden.“

Von 1935 bis 1960 saß er dem Verein für Arbeiterkolonien in Württemberg vor. Seit 1936 führte Mailänder den Württembergischen Landesfürsorgeverband, dessen Mitglieder die Stadt- und Landkreise waren, und daneben seit 1938 in Personalunion die Zentralleitung für das Stiftungs- und Anstaltswesen,:S. 83f. eine „besondere württembergische Institution der Förderung und Beaufsichtigung der freien Wohlfahrtspflege“.:S. 94 Diese Funktionen hatte er bis zum Juli 1946 inne.
Karl Mailänder war damit für die konfessionellen Heil- und Pflegeanstalten in Württemberg verantwortlich, zu denen auch das später zur Tötungsanstalt umfunktionierte „Krüppelheim“ Grafeneck gehörte. Mailänder, Obermedizinalrat Otto Mauthe und ein weiterer Beamter nahmen am 24. Mai 1939 eine „Visitation“ des Samariterstifts Grafeneck vor.:S. 40
Die Zentralleitung unter Mailänder war zudem auch vielfach an der Erfassung der Kranken für die „Aktion T4“ beteiligt.:S. 85 Mailänder wusste insofern von den Krankenmorden.
Mailänder forderte die Schaffung einer „Zentralkartei der berufsmäßigen Bettler“:98 und unterstützte die im sogenannten „Heimerlass“ des württembergischen Innenministers Jonathan Schmid veranlasste „Neuordnung des Fürsorgewesens“ durch „Typenaussonderung und Auslese“ (Karl Mailänder).
Dieser Erlass diente als Grundlage für die Aussonderung der in Heimerziehung befindlichen württembergischen „Zigeuner“-Kinder, die im katholischen Kinderheim St. Josefspflege in Mulfingen zusammengefasst wurden.
Da die Zentralleitung auch die Aufsicht über konfessionelle Kinder- und Jugendheime in Württemberg hatte, war Mailänder für die bürokratische Abwicklung der Deportation und Ermordung dieser Sinti-Kinder von Mulfingen verantwortlich. Deren mit dem zynischen Vermerk „Fürsorgeerziehung endet wegen Tod“ versehene Akten unterschrieb er laut Aussage einer Sekretärin persönlich.:S. 92 Unter der fadenscheinigen Begründung, der Aufenthalt der (ins KZ deportierten) Eltern sei unbekannt, beantragte Karl Mailänder am 4. Juni 1944 beim Vormundschaftsgericht Waiblingen die Aufhebung der Fürsorgeerziehung für Martin (* 1931) und Amandus Eckstein (* 1933), beide Sinti aus der in Mulfingen untergebrachten Gruppe. Drei Wochen später wurden die Kinder im KZ Auschwitz ermordet.:S. 93
1941 wurde Mailänder zum Regierungsdirektor ernannt:S. 84 und 1942 zum Gaugesundheitsrat berufen.
Mailänder saß ab 1944 dem Gesamtverband der Wanderarbeitsstätten vor.

## Nachkriegszeit
In einem ersten Spruchkammerverfahren im Januar 1947 wurde Karl Mailänder als Mitläufer eingestuft, die Kammer erteile jedoch ein Verbot der zukünftigen Betätigung im Fürsorgewesen, gegen das Mailänder Berufung einlegte. Daraufhin wurde das erstinstanzliche Urteil am 27. Juni 1947 von der Berufungskammer revidiert, das Berufsverbot entfiel.
Der Minister für politische Befreiung in Württemberg-Baden, Gottlob Kamm, hob dieses Urteil am 5. August 1947 auf, woraufhin eine andere Kammer am 5. Januar 1948 Mailänder als Minderbelasteten einstufte, die Berufs-Einschränkungen verschärfte und die Sühneleistung deutlich auf 5000 Reichsmark anhob.
Mailänder legte auch gegen diesen Spruch Berufung ein. Im vierten Spruchkammerverfahren wurden die Beschäftigungsverbote aufgehoben und die Sühneleistung auf 200 Mark reduziert. Mailänder legte ein Gnadengesuch ein, um völlig entlastet zu werden. Über dessen Erfolg ist nichts bekannt.
Es gelang Mailänder, seine Karriere nach dem Krieg ungebrochen fortzusetzen. Schon 1948 wurde er wieder als Beamter eingestellt, bevor er schließlich 1951 als Regierungsdirektor in den Ruhestand ging. Er behielt jedoch diverse leitende Funktionen in Vereinen, unter anderem ab 1959 als (von 1949 bis Oktober 1959 stellvertretender) Vorsitzender des Paritätischen Wohlfahrtsverbandes. Er gehörte auch ab 1947 dem Hauptausschuss des Deutschen Vereins für öffentliche und private Fürsorge (DV) an. Ehrenamtlicher Vorstand der Zentralleitung für das Stiftungs- und Anstaltswesen blieb er bis 1956. Er war bis 1959 Herausgeber der Zeitschrift Wanderer.
Mailänder wurde vielfach geehrt und 1952 mit dem Bundesverdienstkreuz 1. Klasse ausgezeichnet. 1958 wurde in Stuttgart ein Altersheim nach ihm benannt. Im Jahr 1960, kurz vor seinem Tod, erhielt er aus der Hand des Bundespräsidenten Heinrich Lübke das Große Bundesverdienstkreuz. Karl Mailänder starb 1960.